# فرودگاه ایتونا
فرودگاه ایتونا (به انگلیسی: Ituna Airport) یک فرودگاه همگانی است که یک باند فرود چمن دارد و طول باند آن ۷۷۷ متر است. این فرودگاه در کشور کانادا قرار دارد و در ارتفاع ۶۷۱ متری از سطح دریا واقع شده‌است.